# João Gomes de Abreu
João Gomes de Abreu (c. 1468 - Madagáscar, 1507), foi um poeta e navegador português, que viveu no século XV e século XVI.

## Biografia
De origem nobre, foi fidalgo da Casa Real, com Carta de Privilégio de Fidalgo de 23 de Março de 1491.

### Contexto familiar
Era filho de Antão Gomes de Abreu (por sua vez filho de Diogo Gomes de Abreu, senhor de Regalados, por sua mulher), com D.ª Isabel de Albergaria, filha de Fernão Soares de Albergaria, senhor do Prado e sobrinha de Diogo Soares de Albergaria, mordomo-mor do Príncipe D. João, depois D. João II.
O seu pai, o referido Antão Gomes de Abreu, incorrera por motivos desconhecidos no desfavor de D. Afonso V, que contudo, por carta régia passada em Peñafiel, em 22 de setembro de 1475, acabaria por lhe restituir - em virtude do "muito serviço dele recebido na ida [do rei] a Castela" - a tença ordenada às duas mil coroas do seu casamento, a qual, anteriormente, "por algum desprazer que tivemos ... lha tirámos".
Na sequência da conspiração frustrada, esboçada pelo duque de Viseu, D. Diogo, a quem João Gomes de Abreu era leal, contra D. João II, terá sido desterrado pelo rei, só regressando à corte quando D. Manuel I subiu ao trono, em 1495.
Dada a sua ascendência, é possível que - tal como um seu irmão mais novo, D. Pedro Gomes de Abreu, cónego da Sé de Viseu e senhor do Paço da Torre da rua da Cadeia, na mesma cidade de Viseu - em vez das armas de Abreu plenas, tenha usado armas esquarteladas de Abreu (lado paterno) e Soares de Albergaria (lado materno).

### O incidente da queda de cavalo e desterro da corte (1498)
Foi Trovador de renome, pelo que alguns dos seus versos figuram no Cancioneiro Geral. Amigo chegado do rei D. Manuel, tinha por alcunha “O das Trovas”, por alusão à sua vocação lírica.
João Gomes de Abreu teve uma relação passional com D. Filipa de Eça, freira - e mais tarde Abadessa - de Lorvão, sobre a qual existem inúmeros remoques em poemas escritos no ano de 1498 e depois publicados no referido Cancioneiro de Garcia de Resende.
O motivo para tais remoques esteve numa famosa cena, ocorrida no verão desse ano de 1498, em Lisboa, quando João Gomes de Abreu, estando a cavalo do lado de fora da muralha do Paço Real (na época, situado no Castelo de São Jorge), galanteando uma dama da corte, resvalou com o seu cavalo e caiu pela costa do Castelo abaixo, tendo o cavalo morrido no fundo da encosta mas o cavaleiro escapado ileso.
O incidente da queda do cavalo pela costa da Alcáçova produziu escândalo, levando a rainha D. Leonor, então regente na ausência de D. Manuel I em Aragão, a mandar desterrar João Gomes de Abreu para fora da corte.
E deu azo também a vários poemas satíricos, mas de modo geral com tom amistoso, da parte de poetas do Cancioneiro - relacionando o incidente e os bem conhecidos amores entre João Gomes de Abreu e Filipa de Eça, então freira no mosteiro de Lorvão - como por exemplo o seguinte, da autoria de Duarte da Gama:
A morte deste cavalo
me matará de paixão
se vos faz ir a Lorvão
Ou as trovas, escritas por D. Garcia de Albuquerque, da casa dos condes de Penamacor:
Vós deveis logo andar,
sem tardar,
a buscar absolvição
ao mosteiro de Lorvão

### Poemas no Cancioneiro Geral
João Gomes de Abreu, além de alvo de trovas, seria sobretudo autor, nesse mesmo verão de 1498, de várias poesias do Cancioneiro. Porventura, dentre elas, as mais interessantes serão as intituladas «Novas de Lisboa», as quais dedicou a D. Duarte de Meneses, futuro alcaide-mor do Sabugal e de Alfaiates, que na altura se encontrava em Aragão, dando-lhe conta das novidades que se viviam na corte.

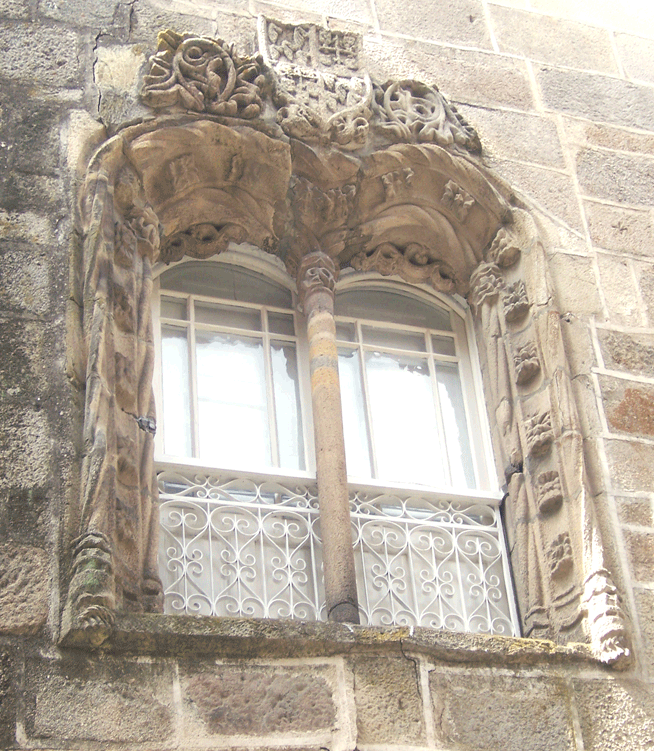
A janela manuelina em Viseu, com as armas dos Abreus e Albergarias, lá colocadas por um irmão de João Gomes de Abreu, que provavelmente também as terá usado

De um ponto de vista historiográfico, estas "Novas" dão-nos, nas palavras de Braamcamp Freire, «pormenores deliciosos» da vida na corte da época.
Meu senhor, por vos paguar
os emssynos que me days,
novas vos quero mandar,
com qu'ee çerto que folguays.
Temos qua muy gétys damas,
e muy bem acompanhadas ;
e vós lá, paguays as camas
e pousadas.
João Gomes de Abreu, em algumas das suas Trovas, responde também a quem lhe escreveu apodos, tendo por pretexto a sua queda do cavalo:
A Tinocos e a Noronhas,
ponho culpas poucochinhas,
porque já em trovas minhas
descobri suas vergonhas

### Falecimento em naufrágio
Depois destas trovas e do incidente do verão de 1498, João Gomes de Abreu ficaria retirado da corte; em junho 1504, há notícias de que  estaria a morar em Viseu, tal como o irmão Pedro, acima referido.

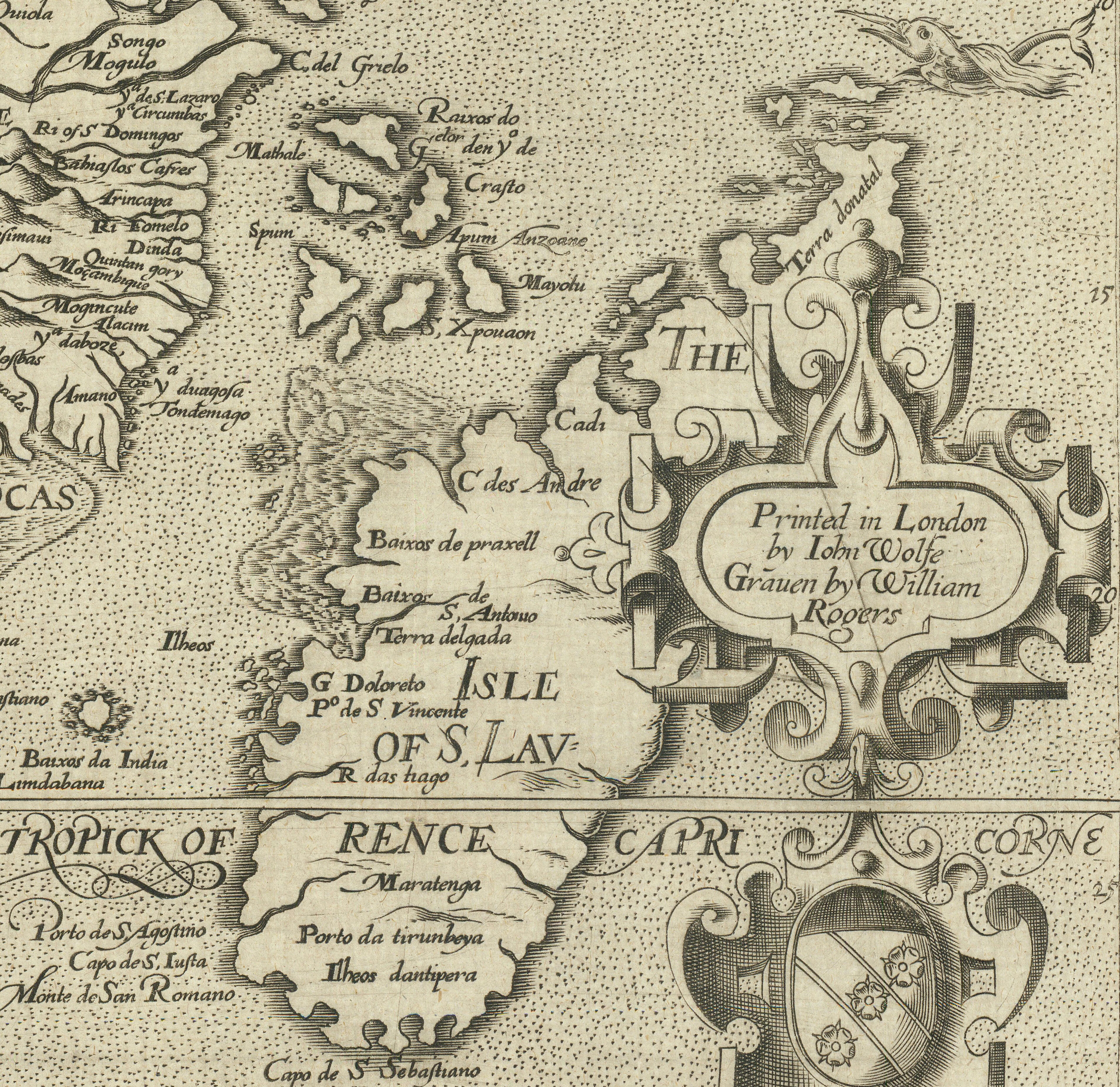
Mapa do século XVI, mostrando a ilha de São Lourenço (hoje, Madagáscar) ao largo da qual João Gomes de Abreu faleceu em naufrágio, no início de 1507

Dois anos mais tarde, em 1506, deixaria Portugal com destino ao Oriente, capitaneando uma das naus (a "Judia") da armada de Tristão da Cunha e Afonso de Albuquerque.
Mas acabaria por naufragar durante uma tempestade, que o arrastou para a ilha de Madagáscar, então chamada de São Lourenço, onde veio a morrer, ainda solteiro, no início do ano de 1507.

## Descendência
Da sua já referida relação com D.ª Filipa de Eça teve uma filha natural, D.ª Francisca de Abreu (c. 1500 - c. 1573), freira e depois Prioresa no Mosteiro de São Bento de Avé Maria, no Porto, e mãe do mártir jesuíta, Beato Inácio de Azevedo.